# Liste der Kulturdenkmäler in Bruchweiler
In der Liste der Kulturdenkmäler in Bruchweiler sind alle Kulturdenkmäler der rheinland-pfälzischen Ortsgemeinde Bruchweiler aufgeführt. Grundlage ist die Denkmalliste des Landes Rheinland-Pfalz (Stand: 12. Juni 2023).

## Einzeldenkmäler
| Bezeichnung         | Lage                  | Baujahr                           | Beschreibung                                                                        | Bild                           |
| ------------------- | --------------------- | --------------------------------- | ----------------------------------------------------------------------------------- | ------------------------------ |
| Quereinhaus         | Hochwaldstraße 2 Lage | erste Hälfte des 19. Jahrhunderts | Quereinhaus, teilweise Fachwerk, Krüppelwalmdach, erste Hälfte des 19. Jahrhunderts | Fotos hochladen                |
| Evangelische Kirche | Hochwaldstraße 5 Lage | 1744–46                           | Saalbau mit Dachreiter, 1744–46; mit Ausstattung                                    | weitere Bilder Fotos hochladen |